# Protalebra fulveola
Protalebra fulveola är en insektsart som beskrevs av Henry Fairfield Osborn 1928. Protalebra fulveola ingår i släktet Protalebra och familjen dvärgstritar.
Artens utbredningsområde är Bolivia. Inga underarter finns listade i Catalogue of Life.